# Carl Christoph Klingebiel
Carl Christoph Klingebiel (* 8. Januar 1835 in Immingerode (Kreis Duderstadt); † 16. April 1900 in Böckels (Landkreis Fulda)) war ein deutscher Gutsbesitzer und Abgeordneter des Provinziallandtages der Provinz Hessen-Nassau.

## Leben
Carl Christoph Klingebiel war der Sohn des Landwirts Ferdinand Klingebiel und dessen Gemahlin Christine Napp. Er war Gutsbesitzer in Böckels und wurde in dieser Funktion Abgeordneter des Kurhessischen Kommunallandtages des preußischen Regierungsbezirks Kassel, aus dessen Mitte er ein Mandat für den Provinziallandtag der Provinz Hessen-Nassau erhielt. Dem Kommunallandtag gehörten bis zum Jahre 1848  von den 64 Abgeordneten insgesamt 16 dem Adel an. Durch Gesetzesänderung wurde dieses Privileg abgeschafft. Dafür rückten die Abgeordneten der höchstbesteuerten Gutsbesitzer und Gewerbetreibenden in das Parlament ein. Klingebiel wurde 1893 Nachfolger des Abgeordneten Karl Thaler, musste 1900 wegen schwerer Erkrankung sein Mandat niederlegen.
Klingebiel heiratete am 18. Juni 1857 Wilhelmine Wüstefeld. Aus der Ehe stammen vier Töchter und sieben Söhne. Am 28. August 1891 heiratete er Regina Hausmann. Diese Ehe brachte zwei Söhne und eine Tochter.